# مفتاح (اسم)
مفتاح هو اسم علم مذكر من أصل عربي، ومعناه هو اسم آلة المفرح الوسيلة أو الشيء.

## شخصيات تحمل الاسم
- مفتاح آل حمسل (لاعب كرة قدم سعودي، 28 فبراير 1994 – )
- مفتاح أبو زيد (26 يناير 1964 – 27 مايو 2014)
- مفتاح الأسطى عمر (سياسي ليبي، 1935 – 22 مارس 2010)
- مفتاح غزالة (لاعب كرة قدم ليبي، 3 أكتوبر 1977[3] – )
- مفتاح قروم
- مفتاح كعيبة (سياسي ليبي، 1942 – )

## وصلات خارجية
- موسوعة السلطان قابوس لأسماء العرب